# Francisco Montero (football, 1952)
Pour les articles homonymes, voir Francisco Montero et Montero (homonymie).
Francisco Montero Chunga (né le 1er mars 1952 à Talara dans la région de Piura au Pérou) est un footballeur péruvien qui évoluait au poste d'attaquant.
C'est l'une des idoles de l'Atlético Torino, de sa ville natale, où il passa la quasi-totalité de sa carrière.

## Biographie
Arrivé à l'Atlético Torino en 1970, il y remporte quatre Copa Perú en 1970, 1975, 1977 et 1982. En 1980, il est vice-champion du Pérou derrière le Sporting Cristal. Cette performance lui permet de disputer avec l'Atlético Torino la Copa Libertadores 1981, la première du club, où il inscrit un but en cinq rencontres.
Mais son plus haut fait d'armes a lieu lors du championnat du Pérou de 1984, lorsqu'il termine meilleur buteur (ex aequo avec Jaime Drago) avec 13 buts.
Après une carrière de près de 20 ans au sein de l'Atlético Torino, avec une parenthèse en 1974 à l'Atlético Chalaco, Francisco Montero raccroche les crampons en 1990.

## Palmarès
Atlético Torino
| - Championnat du Pérou : - Vice-champion : 1980. - Meilleur buteur : 1984 (13 buts). (ex aequo avec Jaime Drago) |  | - Copa Perú (4) : - Vainqueur : 1970, 1975, 1977 et 1982. |